# NGC 889
NGC 889 is een elliptisch sterrenstelsel in het sterrenbeeld Phoenix. Het hemelobject werd op 5 september 1834 ontdekt door de Britse astronoom John Herschel.

## HD 14509
Vanaf de aarde gezien bevindt het stelsel NGC 889 zich schijnbaar net ten noordnoordwesten van de ster HD 14509. Amateurastronomen kunnen HD 14509 aanwenden als gidsster om NGC 889 op te sporen.

## Synoniemen
- PGC 8843
- ESO 298-27
- MCG -7-5-16